# Мелхиседек (Значко-Яворский)
Архимандрит Мелхиседек (в миру Михаил Карпович Значко-Яворский; 1716, Лубны — 2 (14) июня 1809, Глухов) — архимандрит Русской православной церкви, поборник православия на правобережной Украине.

## Биография
Михаил Значко-Яворский родился 1716 году, в городе Лубна, в казацкой семье, которая происходила из знатного рода Косташив-Яворских. Вот как он сам писал: «Родился я, смиренный, в Малороссии, в полку Лубенского, в самом полковом городе Лубна, от родителей благочестивых, из рода древних Косташив-Яворских, а именно из названного полка есаула Карла Ильича, прозванного Значком».
Учился в Киево-Могилянской академии. Был усердным и одарённым студентом. Занявшись иностранными языками, к концу обучения в Академии Михаил уже свободно владел латинским, греческим, немецким, еврейским и польским. Кроме того, он интересовался медициной.
В 1738 году он окончил Академию и поступил послушником в Мотронинский монастырь. Когда в обитель пришел Михаил, монастырь имел лишь деревянную церковь и убогие монашеские кельи. Монашеский постриг он принял в 1745 году.
В 1753 году монахи Матронинского монастыря избирают себе нового игумена, им становится Мелхиседек, когда ему не было ещё и сорока лет.
В то время положение православия на правобережной Украине, принадлежавшей Польше, было весьма незавидное. Значко-Яворский, назначенный правителем всех украинских православных церквей, принял под свою защиту возвращавшихся из унии. Униатское духовенство начало преследовать отпадавших и жаловалось на Значко-Яворского, как на подстрекателя к отпадению. Значко-Яворский весьма деятельно защищался, в том числе ездил искать защиты в Петербург и Варшаву и успел добиться королевской привилегии для православных, за что позже подвергся преследованию со стороны униатов.
Между тем началось народное восстание, известное под именем «колиивщины» или Гайдамачины, Мотронинский монастырь стал очагом этого движения. Значко-Яворский в это время находился на другой стороне Днепра, поэтому трудно определить степень его личного участия в подготовке и организации восстания. Молва приписывала ему опубликование подложной «Золотой грамоты», будто бы присланной императрицей Екатериной II и побуждавшей народ к восстанию. Польский историк Тадеуш Корзон (Tadeusz Korzon) считает Мелхиседека «тёмным фанатиком» и, вместе с тем, искусным политическим провокатором. При том, что прямых доказательств причастности Мелхиседека к составлению и «цитированию» подложной грамоты не найдено до сих пор.
Однако Значко-Яворский после подавления Гайдамацкого восстания был привлечён к суду и временно был переведён в Переяславский Свято-Михайловский монастырь. Этим закончилась его политическая деятельность; он управлял монастырями в Киеве (Выдубицким), Лубнах и Глухове. Ему посвящено исследование Ф. Г. Лебединцева, напечатанное в 1 ч. 2 т. «Архива Юго-Западной России» (Киев, 1864).